# 保兰·勒迈尔
保兰·勒迈尔（法語：Paulin Lemaire，1882年12月18日—？），法国男子竞技体操运动员。他曾获得1920年夏季奥运会体操比赛男子团体全能铜牌。他也参加了1900年夏季奥运会。